# Arturo Sáenz de la Calzada
Arturo Sáenz de la Calzada Gorostiza (Labraza, Álava, 8 de febrero de 1907- Ciudad de México, 2003) fue un arquitecto español, ganador del Premio Nacional de Arquitectura en 1935.

## Biografía
Hijo de un odontólogo y veterinario riojano, nació en la localidad alavesa de Labraza de donde era la familia materna, cerca de Navarra y La Rioja. Curso la formación básica en León y en los años 1920 marchó a estudiar arquitectura a la Universidad de Madrid, instalándose en la Residencia de Estudiantes. Durante el tiempo de su formación universitaria estuvo muy activo en todos los movimientos artísticos y políticos de la época. Así, su presencia en la Residencia explica su participación en el proyecto teatral de Lorca, el grupo La Barraca, en el que fue actor, colaboró en el diseño del escenario itinerante y realizó las tareas de administrador. También le permitiría, años más tarde, ya en el exilio, construir la casa de Luis Buñuel en México, después reconvertida en Centro Cultural. En los años 1930 fue cofundador de la Federación Universitaria Escolar (FUE) y presidió la Unión Federal de Estudiantes Hispanos. Al finalizar sus estudios siguió junto a su maestro, Manuel Sánchez Arcas y participó con él, Rafael Díaz Sarasola y el alicantino Julio Ruiz Olmos, en el Concurso Nacional de Arquitectura de 1934 donde obtuvieron un accésit con el proyecto de un Museo del Coche y del Arte Popular. Esto le animó a presentarse al año siguiente, ya sin Sánchez Arcas pero con otro joven arquitecto, Enrique Segarra, y el resto del equipo con el proyecto de un edificio que iba a ser el de la Facultad de Ciencias de la Universidad de Oviedo y con el que ganaron el concurso.
Al año siguiente estalló la Guerra Civil y el proyecto de construcción de la Facultad de Ciencias se truncó. Tras ser movilizado en León por el bando sublevado y pasar un tiempo en prisión, consiguió llegar a Sevilla, de allí a Tánger y finalmente a Marsella junto con su hermano Carlos. Mientras este regresaba a España entrando por Cataluña, en la zona republicana, Arturo viajó a Londres donde se casó y colaboró en la asistencia a niños españoles refugiados. No obstante, en 1938 regresó a España desde Francia, donde quedó su familia, para combatir en Cataluña ya cuando el frente de guerra avanzaba hasta levante por el norte y el sur. Su breve estancia concluyó en febrero de 1939 cuando pasó a Francia camino del exilio. Tras pasar por el campo de internamiento de Saint Cyprien, se embarcó en el Sinaia rumbo a Veracruz donde llegó el 13 de junio. En 1940, dentro del proceso de depuración de la dictadura franquista, fue inhabilitado a perpetuidad para cargo público y sancionado durante cinco años para trabajar en España, como culpable de colaborar con el gobierno republicano.
En México comenzó a trabajar como profesor de dibujo técnico y realizó proyectos para otros exiliados españoles, como el editor Rafael Giménez Siles, para quien diseñó las conocidas 'Librerías de Cristal'. Junto al arquitecto español, Jesús Martí, participó como socio en una empresa constructora, Vías y Obras, que realizó, entre otros proyectos, las sedes diplomáticas de Noruega y Suecia. A partir de los años 1950, tras abandonar la empresa, realizó distintos proyectos residenciales e industriales. Siendo uno de los pocos arquitectos españoles que pudieron acreditar su titulación en México, firmó los proyectos de otros compañeros para facilitarles poder trabajar. Muy activo intelectualmente, escribió para las revistas Ultramar y Las Españas, fue cofundador del Ateneo Español de México y formó parte del Consejo de Defensa de la República. De entre sus escritos, se destaca La arquitectura en el exilio. Regresó a Madrid en 1978 y lo siguió haciendo por largos períodos de tiempo, y aunque trabajó en algunos proyectos de viviendas, regresó a su hogar en México donde falleció en 2003.